# La Hardoye
La Hardoye is een plaats en voormalige gemeente in het Franse departement Ardennes in de regio Grand Est.

## Geschiedenis
Op 29 december 1973 fuseerde de gemeente La Hardoye en de toenmalige gemeente Rocquigny tot de gemeente Rocquigny-la-Hardoye. Op 1 mei 1974 fuseerde deze gemeente weer met Mainbresson en Mainbressy. Zowel La Hardoye als de nieuwe fusiepartners kregen de status van commune associée van de nieuwe gemeente, die weer de naam Rocquigny kreeg.
La Hardoye · Mainbresson · Mainbressy · Rocquigny